# Crying Nut Best Wild Wild Live
《Crying Nut Best Wild Wild Live》는 대한민국 록 밴드 크라잉넛의 라이브 앨범이다. 2002년 12월 7일 서울 올림픽 공원 펜싱 경기장에서 열린 Good Bye Concert“지킬 건 지킨다” 공연실황을 녹음하여 제작되었다. 이 공연을 끝으로 박윤식,이상면,이상혁,한경록 네 멤버는 같은 해 12월 31일 동반 군입대를 하여 군악대에 배치 받고 군복무를 마친 후 2005년 1월 제대하여 올림픽 공원 올림픽 홀에서 '록큰롤 파티' 콘서트를 시작으로 다시 음악 활동을 재개한다. WILD.1 , WILD.2 의 2장의 CD로 구성되어 있다.

CD 속지에 수록된 앨범 추천사에서 음악 평론가 임진모는 "...그들과 동격이나 다름없는 키워드가 라이브이기 때문에 이 앨범은 독립적 가치를 띤다. 그래서 이 앨범은 딴 정규작들보다 '더 크라잉 넛적'이며 나아가 '진짜 크라잉 넛'이다."라고 평가했다.

## 트랙 정보

### WILD.1[3]
1. 서커스매직유랑단 - (4:47)
2. 만성피로 - (1:45)
3. 갈매기 - (3:23)
4. 베짱이 - (4:56)
5. 검은새 - (6:39)
6. 양귀비 - (5:50)
7. 고물라디오 - (4:50)
8. 오마이 007 - (3:10)
9. 황금마차 - (5:10)
10. 안웃겨 - (3:33)
11. 허니 - (4:21)
12. 다죽자 - (6:33)

### WILD.2[3]
1. 필살 OFF SIDE - (3:31)
2. 지독한 노래 - (3:31)
3. 브로드웨이 AM3:00 - (4:04)
4. 퀵서비스맨 - (3:35)
5. 너구리 - (4:14)
6. 개가 말하네 - (5:21)
7. 빨대민 - (8:48)
8. 군바리 230 (2:43)
9. 펑크걸 - (2:50)
10. 말달리자 - (3:28)
11. 게릴라성 집중호우 - (4:42)
12. 밤이 깊었네 - (5:48)

## 멤버 역할
- 박윤식 - 보컬, 기타
- 이상면 - 기타, 보이스
- 한경록 - 베이스,보이스
- 이상혁 - 드럼, 보이스
- 김인수 - 아코디언, 보이스

## 세션
- 고경천 - 키보드 (베짱이, 양귀비, 오마이 007, 다죽자, 브로드웨이 AM3:00, 게릴라성집중호우)
- 임준규(Lazyborn) - 기타 (허니)
- 김선희(Pastel) - Feat. (허니)